# 632
Il 632 (DCXXXII in numeri romani) è un anno bisestile del VII secolo.

## Eventi

### Penisola araba
- 2 febbraio - Ultima visita di Maometto alla natìa Mecca per compiervi il "Pellegrinaggio dell'Addio".
- Metà di giugno - Guerra della ridda: il Califfo Abu Bakr inizia una serie di campagne militari contro le tribù arabe ribelli per ristabilire il potere del califfo e garantire l'eredità di Maometto.
- Settembre - Battaglia di Buzākha.
- Dicembre - Battaglia della Yamama tra il Califfo Abu Bakr e il "falso profeta" Musaylima ibn Habib.

### Europa
8 aprile: il Re Cariberto II è assassinato a Blaye, su ordine del suo fratellastro Dagoberto I

## Nati
- Al-Muhallab ibn Abi Sufra, generale arabo († 702)

## Morti
- 16 gennaio - Tiziano di Oderzo, vescovo e santo italiano
- 20 gennaio - Jinpyeong di Silla, re coreano
- 27 gennaio - Ibrahim ibn Muhammad, arabo (n. 630)
- 31 gennaio - Aidano di Ferns, vescovo irlandese
- 8 aprile - Cariberto II, sovrano
- 8 giugno - Maometto, profeta arabo
- 29 ottobre - Colmano di Kilmacduagh, abate e vescovo irlandese
- Aṣḥama ibn Abjar, sovrano etiope
- Boran, regina persiana
- Chilperico di Aquitania, re
- Guàndǐng, monaco buddista cinese (n. 561)
- Idris Gawr, sovrano (n. 560)
- Ormisda VI, nobile persiano
- Zaccaria di Gerusalemme, vescovo ortodosso bizantino
- Zayd ibn al-Khattab, arabo
- Abu Dujana, arabo
- ʿAbbād ibn Bishr, arabo

## Calendario
| Calendario 632 | Calendario 632 | Calendario 632 | Calendario 632 | Calendario 632 | Calendario 632 | Calendario 632 | Calendario 632 | Calendario 632 | Calendario 632 | Calendario 632 | Calendario 632 | Calendario 632 | Calendario 632 | Calendario 632 | Calendario 632 | Calendario 632 | Calendario 632 | Calendario 632 | Calendario 632 | Calendario 632 | Calendario 632 | Calendario 632 | Calendario 632 | Calendario 632 | Calendario 632 | Calendario 632 | Calendario 632 | Calendario 632 | Calendario 632 | Calendario 632 | Calendario 632 | Calendario 632 |
| -------------- | -------------- | -------------- | -------------- | -------------- | -------------- | -------------- | -------------- | -------------- | -------------- | -------------- | -------------- | -------------- | -------------- | -------------- | -------------- | -------------- | -------------- | -------------- | -------------- | -------------- | -------------- | -------------- | -------------- | -------------- | -------------- | -------------- | -------------- | -------------- | -------------- | -------------- | -------------- | -------------- |
|                | 1              | 2              | 3              | 4              | 5              | 6              | 7              | 8              | 9              | 10             | 11             | 12             | 13             | 14             | 15             | 16             | 17             | 18             | 19             | 20             | 21             | 22             | 23             | 24             | 25             | 26             | 27             | 28             | 29             | 30             | 31             |                |
| Gennaio        | Me             | Gi             | Ve             | Sa             | Do             | Lu             | Ma             | Me             | Gi             | Ve             | Sa             | Do             | Lu             | Ma             | Me             | Gi             | Ve             | Sa             | Do             | Lu             | Ma             | Me             | Gi             | Ve             | Sa             | Do             | Lu             | Ma             | Me             | Gi             | Ve             |                |
| Febbraio       | Sa             | Do             | Lu             | Ma             | Me             | Gi             | Ve             | Sa             | Do             | Lu             | Ma             | Me             | Gi             | Ve             | Sa             | Do             | Lu             | Ma             | Me             | Gi             | Ve             | Sa             | Do             | Lu             | Ma             | Me             | Gi             | Ve             | Sa             |                |                |                |
| Marzo          | Do             | Lu             | Ma             | Me             | Gi             | Ve             | Sa             | Do             | Lu             | Ma             | Me             | Gi             | Ve             | Sa             | Do             | Lu             | Ma             | Me             | Gi             | Ve             | Sa             | Do             | Lu             | Ma             | Me             | Gi             | Ve             | Sa             | Do             | Lu             | Ma             |                |
| Aprile         | Me             | Gi             | Ve             | Sa             | Do             | Lu             | Ma             | Me             | Gi             | Ve             | Sa             | Do             | Lu             | Ma             | Me             | Gi             | Ve             | Sa             | Do             | Lu             | Ma             | Me             | Gi             | Ve             | Sa             | Do             | Lu             | Ma             | Me             | Gi             |                |                |
| Maggio         | Ve             | Sa             | Do             | Lu             | Ma             | Me             | Gi             | Ve             | Sa             | Do             | Lu             | Ma             | Me             | Gi             | Ve             | Sa             | Do             | Lu             | Ma             | Me             | Gi             | Ve             | Sa             | Do             | Lu             | Ma             | Me             | Gi             | Ve             | Sa             | Do             |                |
| Giugno         | Lu             | Ma             | Me             | Gi             | Ve             | Sa             | Do             | Lu             | Ma             | Me             | Gi             | Ve             | Sa             | Do             | Lu             | Ma             | Me             | Gi             | Ve             | Sa             | Do             | Lu             | Ma             | Me             | Gi             | Ve             | Sa             | Do             | Lu             | Ma             |                |                |
| Luglio         | Me             | Gi             | Ve             | Sa             | Do             | Lu             | Ma             | Me             | Gi             | Ve             | Sa             | Do             | Lu             | Ma             | Me             | Gi             | Ve             | Sa             | Do             | Lu             | Ma             | Me             | Gi             | Ve             | Sa             | Do             | Lu             | Ma             | Me             | Gi             | Ve             |                |
| Agosto         | Sa             | Do             | Lu             | Ma             | Me             | Gi             | Ve             | Sa             | Do             | Lu             | Ma             | Me             | Gi             | Ve             | Sa             | Do             | Lu             | Ma             | Me             | Gi             | Ve             | Sa             | Do             | Lu             | Ma             | Me             | Gi             | Ve             | Sa             | Do             | Lu             |                |
| Settembre      | Ma             | Me             | Gi             | Ve             | Sa             | Do             | Lu             | Ma             | Me             | Gi             | Ve             | Sa             | Do             | Lu             | Ma             | Me             | Gi             | Ve             | Sa             | Do             | Lu             | Ma             | Me             | Gi             | Ve             | Sa             | Do             | Lu             | Ma             | Me             |                |                |
| Ottobre        | Gi             | Ve             | Sa             | Do             | Lu             | Ma             | Me             | Gi             | Ve             | Sa             | Do             | Lu             | Ma             | Me             | Gi             | Ve             | Sa             | Do             | Lu             | Ma             | Me             | Gi             | Ve             | Sa             | Do             | Lu             | Ma             | Me             | Gi             | Ve             | Sa             |                |
| Novembre       | Do             | Lu             | Ma             | Me             | Gi             | Ve             | Sa             | Do             | Lu             | Ma             | Me             | Gi             | Ve             | Sa             | Do             | Lu             | Ma             | Me             | Gi             | Ve             | Sa             | Do             | Lu             | Ma             | Me             | Gi             | Ve             | Sa             | Do             | Lu             |                |                |
| Dicembre       | Ma             | Me             | Gi             | Ve             | Sa             | Do             | Lu             | Ma             | Me             | Gi             | Ve             | Sa             | Do             | Lu             | Ma             | Me             | Gi             | Ve             | Sa             | Do             | Lu             | Ma             | Me             | Gi             | Ve             | Sa             | Do             | Lu             | Ma             | Me             | Gi             |                |